# High School Musical
High School Musical es una película juvenil musical estadounidense para televisión, estrenada originalmente el 20 de enero de 2006 en Disney Channel y dirigida por Kenny Ortega. En Hispanoamérica se estrenó el 20 de abril de 2006
Fue estrenada con bajas expectativas, pero alcanzó enormes niveles de audiencia y logró ganar dos Premios Emmy, lo que la convirtió en una de las películas originales de Disney Channel más exitosas de aquella cadena de televisión por suscripción. También marcó la carrera y el reconocimiento de sus seis protagonistas principales: Zac Efron, Vanessa Hudgens, Ashley Tisdale, Lucas Grabeel, Corbin Bleu y Monique Coleman.
Su enorme éxito la llevó a tener dos secuelas: High School Musical 2, estrenada el 17 de agosto de 2007 nuevamente en Disney Channel, y High School Musical 3, siendo esta una adaptación cinematográfica producida por Walt Disney Pictures, estrenada el 24 de octubre de 2008, que recaudó 252,9 millones de dólares. De esta saga también se desprendió otra película titulada Sharpay's Fabulous Adventure estrenada en 2011 en la que Ashley Tisdale continuó con su personaje de forma individual. Fue la primera película original de Disney Channel en lanzarse en Blu-ray. Tras el gran éxito de esta trilogía y con la llegada de la plataforma Disney+, se estrenó una serie en noviembre de 2019, titulada High School Musical: el musical: la serie, que transcurre en el centro East High, sobre un club de teatro de instituto.

## Sinopsis
Troy Bolton (Zac Efron) es el capitán del equipo de baloncesto de su escuela, llamada el East High, mientras que Gabriella Montez (Vanessa Hudgens) es una estudiante tímida, interesada en las ciencias y las matemáticas. Ambos se conocen en la fiesta de año nuevo, durante las vacaciones de Navidad, interpretando "Start Of Something New".
A la semana siguiente Gabriella llega a la preparatoria East High en la misma escuela de Troy. Se reencuentran y se dan cuenta de una cosa que los une: el gusto por la música. No mucho después de eso, la superpopular Sharpay Evans (Ashley Tisdale) y su hermano Ryan (Lucas Grabeel) se inscriben para el musical de invierno de la escuela. Este interés recae en Gabriella quien también desea inscribirse en ese musical, para disgusto de Sharpay. En la práctica de baloncesto, Troy y su amigo Chad Danforth (Corbin Bleu) hablan sobre Gabriella y la idea de que ella quiere inscribirse al musical de invierno, lo que despierta algún interés también en Troy. En este instante, los linces montan una coreografía de la canción "Get'cha Head In The Game". 
Sin embargo, Gabriella decide inscribirse en el decatlón académico, patrocinado por la joven Taylor McKessie (Monique Coleman), quien se convierte en su mejor amiga. La profesora Darbus (Alyson Reed) llama a todos los postulantes a dar la prueba de audición, quienes deben cantar un extracto de "What I've Been Looking For". Después de muchos alumnos que fallan, finalmente se presentan Sharpay y Ryan, interpretando su propia versión de la canción. Troy y Gabriella deciden dar la prueba de audición, pero ya es demasiado tarde y las audiciones terminan. La compositora Kelsi Nielsen (Olesya Rulin) se tropieza y deja caer sus partituras de la canción, mientras Troy y Gabriella intentan levantarla. En ese instante, ambos ensayan la versión original de la canción, solo para que la profesora Darbus les anuncie que darán una segunda prueba.
Sharpay descubre que Troy y Gabriella también se inscribieron en el musical de invierno, al igual que Chad. Toda la escuela empieza a confesar sus secretos y talentos ocultos mediante la canción "Stick to the Status Quo". Pero en el que todos se confiesan y Gabriella termina resbalándose y termina lanzando accidentalmente su almuerzo a Sharpay y manchándole el vestido. 
Poco después, Gabriella se da cuenta mediante una videocámara de Taylor, que Troy no estaba interesado en audicionar con Gabriella (cuando en realidad todo fue un plan de Chad y Taylor para separarlos, y hacerlos dejar su interés por el musical de invierno). Decepcionada y dolida, Gabriella empieza a relatar sus sentimientos con "When There Was Me and You", y decide no audicionar para el musical. Troy se desconcentra y no puede realizar su práctica bien. Esa noche, Troy va a disculparse con Gabriella a su casa, lo cual lo logran y ambos retoman su audición para el musical. Sharpay, al enterarse de esto, convence a la Señora Darbus de pasar la fecha de la audición final para que coincida con la del decatlón y el partido.
Llega el día donde se realizan los tres eventos importantes en la escuela: el partido de baloncesto, el decatlón académico y la audición para el musical. Todos se unen en equipo para idear un plan con el fin de que Troy y Gabriella puedan llegar a la audición. Es por esto que Taylor usa los computadores de la escuela para retrasar el campeonato y producir una sobrecarga eléctrica, así como también una reacción química la cual hace que todos evacúen el decatlón. Mientras Sharpay y Ryan interpretan su número, "Bop to the Top", llegan Troy y Gabriella a cantar el suyo, "Breaking Free". Pero les niega porque han llegado tarde, hasta que el público del partido y del decatlón llegan al teatro. Finalmente, la profesora Darbus le da a Troy y Gabriella los papeles principales del musical. También se muestra que el equipo de Gabriella ganó el decatlón académico, y el de Troy triunfó en el campeonato de baloncesto.
La escuela celebra todos los triunfos interprentando "We're All in This Together", mientras Chad invita a salir a Taylor y Sharpay se disculpa con Gabriella.
En una escena poscréditos, Zeke (Chris Warren Jr.) pasea por el gimnasio, cuando aparece Sharpay y le dice que amó las galletas que él hizo. Ella lo abraza y Zeke promete hacerle un creme brulee.

## Reparto

### Principal
- Zac Efron como Troy Bolton.
- Vanessa Hudgens como Gabriella Montez.
- Ashley Tisdale como Sharpay Evans.
- Lucas Grabeel como Ryan Evans.
- Corbin Bleu como  Chad Danforth.
- Monique Coleman como Taylor McKessie.

### Secundario
- Chris Warren Jr. como Zeke Baylor.
- Olesya Rulin como Kelsi Nielsen.
- Ryne Sanborn como Jason Cross.
- Kaycee Stroh como Martha Cox.
- Bart Johnson como Jack Bolton.
- Alyson Reed como Ms. Darbus
- Leslie Wing Pomeroy como Lucille Bolton.
- Socorro Herrera como Mrs. Montez

## Versiones
Después de su estreno en 2006, High School Musical ha sido emitida en repetidas ocasiones pero con versiones distintas a la original.

## DVD
Fue lanzado al mercado el 23 de mayo de 2006.
Incluye el "detrás de escena" ("backstage"), el vídeo musical de "I Can't Take My Eyes off of You" (videoclip inédito de la película) así como los movimientos para aprender la coreografía de "Bop to the Top" de Kenny Ortega.
El DVD (con 400.000 copias vendidas en su primer día) se ha convertido en el programa de TV de más rápida venta en DVD en la industria del entretenimiento familiar en 2006 y la adaptación para TV en DVD de más rápida venta en la historia.
En su primera semana de ventas en Argentina se adquirieron más de 150.000 unidades del DVD encaminándolo como el récord histórico de ventas para Disney y para el mercado.

### Material extra: Encore edition
- Aprendiendo los pasos de "Bop to the Top" con el director/coreógrafo, Kenny Ortega.
- Video nunca antes visto I Can't Take My Eyes Off Of You, con escenas de la grabación del disco.
- Video de We're All In This Together
- El Making of "Uniéndolo todo: Cómo se hizo High School Musical"
- La Versión Original y el Sing-Along de la película

La película se encuentra en tres idiomas (español, inglés y portugués) y con 5 subtítulos (español, inglés, portugués, chino y japonés).

### Remix Edition
Es la última edición del DVD que además de contener todo el material extra del Encore Edition, también incluye la versión  Dance A-Long  de las canciones "Get'cha Head in the Game" y "We're All in this Together", los remixes de "We're All in this Together", "Bop to the Top" y "Breaking Free", el vídeo exclusivo de la canción "Eres Tú" por Belanova, entrevistas con los protagonistas, la Premier en Inglaterra y el detrás de cámaras (backstage).

## Crítica
Su argumento es descrito, por su guionista y por numerosas críticas, como una adaptación moderna de la obra Romeo y Julieta de William Shakespeare. Durante su exhibición televisiva obtuvo diversos premios a nivel internacional, reafirmándola como la producción más exitosa del canal Disney durante 2006.

## Premios y nominaciones
- La película ha recibido 14 nominaciones, y ha ganado 7 de ellas: 2 al Emmy,[7] 4 al Teen Choice Awards y 1 al Televisión Critics Awards.[8]

| Año  | Premio                                     | Categoría | Nominados                                                                                        | Resultado | Ref.   |
| ---- | ------------------------------------------ | --- | ------------------------------------------------------------------------------------------------ | --------- | ------ |
| 2006 | Premios American Music                     | Mejor Álbum de Pop                                                                                                 | High School Musical (banda sonora)                                                               | Nominado  | [ 9 ]  |
| 2006 | ASTRA Awards                               | Programa Internacional Favorito                                                                                    | High School Musical                                                                              | Ganador   | [ 10 ] |
| 2006 | Billboard Music Award                      | Banda Sonora del Año                                                                                               | High School Musical (banda sonora)                                                               | Ganador   | [ 11 ] |
| 2006 | Billboard Music Award                      | Álbum del Año | High School Musical (banda sonora)                                                               | Nominado  |        |
| 2006 | Premio Humanitas                           | Categoría de Acción En Vivo para Niños                                                                             | Peter Barsocchini                                                                                | Ganador   |        |
| 2006 | Imagen Foundation Awards                   | Mejor Actriz de Televisión                                                                                         | Vanessa Hudgens                                                                                  | Nominado  | [ 12 ] |
| 2006 | Nickelodeon Australian Kids' Choice Awards | Película Favorita                                                                                                  | High School Musical                                                                              | Ganador   |        |
| 2006 | Nickelodeon UK Kids' Choice Awards         | Mejor Actor de TV                                                                                                  | Zac Efron                                                                                        | Ganador   |        |
| 2006 | Premios Primetime Emmy                     | Coreografía Sobresaliente                                                                                          | Kenny Ortega, Charles Klapow y Bonnie Story                                                      | Ganador   | [ 7 ]  |
| 2006 | Premios Primetime Emmy                     | Programa Sobresaliente para Niños                                                                                  | Don Schain, Bill Borden y Barry Rosenbush                                                        | Ganador   | [ 7 ]  |
| 2006 | Premios Primetime Emmy                     | Mejor Dirección para una Miniserie, una Película o un Especial                                                     | Kenny Ortega                                                                                     | Nominado  | [ 7 ]  |
| 2006 | Premios Primetime Emmy                     | Reparto Excepcional para una Miniserie, una Película o un Especial                                                 | Jason La Padura y Natalie Hart                                                                   | Nominado  | [ 7 ]  |
| 2006 | Premios Primetime Emmy                     | Música y Letras Originales Excepcionales                                                                           | "Get'cha Head in the Game" cantada por Zac Efron y escrita por Ray Cham, Greg Cham y Drew Seeley | Nominado  | [ 7 ]  |
| 2006 | Premios Primetime Emmy                     | Música y Letras Originales Excepcionales                                                                           | "Breaking Free" cantada por Zac Efron y Vanessa Hudgens y escrita por Jamie Houston              | Nominado  | [ 7 ]  |
| 2006 | Premios Satellite                          | Mejor Película para Televisión                                                                                     | High School Musical                                                                              | Nominado  |        |
| 2006 | Television Critics Association Awards      | Logro Excepcional en Programación Infantil                                                                         | High School Musical                                                                              | Ganador   | [ 13 ] |
| 2006 | Teen Choice Award                          | Televisión - Choice Breakout Star                                                                                  | Zac Efron                                                                                        | Ganador   | [ 14 ] |
| 2006 | Teen Choice Award                          | Televisión - Choice Chemistry                                                                                      | Vanessa Hudgens y Zac Efron                                                                      | Ganador   | [ 14 ] |
| 2006 | Teen Choice Award                          | Televisión - Programa de Comedia o Musical Elegido                                                                 | High School Musical                                                                              | Ganador   | [ 14 ] |
| 2006 | Teen Choice Award                          | Televisión - Choice Breakout Star                                                                                  | Vanessa Hudgens                                                                                  | Nominado  | [ 14 ] |
| 2006 | Casting Society of America                 | Mejor Programación de Televisión para Niños                                                                        | Jason La Padura Y Natalie Hart                                                                   | Ganador   | [ 15 ] |
| 2007 | Costume Designers Guild Awards             | Hecho Excepcional para Película de Televisión o Miniserie                                                          | Tom McKinley                                                                                     | Nominado  | [ 16 ] |
| 2007 | Premios del Sindicato de Directores        | Logro Directivo Sobresaliente en el Programa para Niños                                                            | Kenny Ortega, Don Schain, Matias Alvarez y Tobijah Tyler                                         | Ganador   |        |
| 2007 | Golden Reel Award                          | Mejor Edición de Sonido en Música para Televisión: Formato Largo                                                   | Carli Barber y Michael Dittrick                                                                  | Ganador   | [ 17 ] |
| 2007 | Image Award                                | Programa Sobresaliente para Niños                                                                                  | High School Musical                                                                              | Nominado  | [ 18 ] |
| 2007 | Image Award                                | Desempeño Sobresaliente en un Programa para Jóvenes / Niños: Serie o Especial                                      | Corbin Bleu                                                                                      | Nominado  | [ 18 ] |
| 2007 | PGA Awards                                 | Productor Destacado de Televisión de Larga Duración                                                                | Bill Borden y Barry Rosenbush                                                                    | Nominado  |        |
| 2007 | Premios Young Artist                       | Mejor Actuación en una Película para Televisión, Miniserie o Especial (Comedia o Drama) - Actor Joven Protagónico  | Zac Efron                                                                                        | Nominado  |        |
| 2007 | Premios Young Artist                       | Mejor Actuación en una Película para Televisión, Miniserie o Especial (Comedia o Drama) - Actriz Joven Protagónica | Vanessa Hudgens                                                                                  | Nominado  |        |
| 2007 | Premios Young Artist                       | Mejor Actuación en una Película para Televisión, Miniserie o Especial (Comedia o Drama) - Actor Joven de Reparto   | Corbin Bleu                                                                                      | Nominado  |        |
| 2007 | Premios Young Artist                       | Mejor Película de Televisión Familiar o Especial                                                                   | High School Musical                                                                              | Nominado  |        |

## Adaptaciones internacionales
Luego de batir récords de audiencia en América Latina, Diego Lerner, presidente The Walt Disney Company Latin America y gerente general de Disney Channel, anunció las adaptaciones localizadas para Argentina, Brasil y México. De tener éxito, la experiencia podría replicarse en otros países y regiones.

### Libros y publicaciones
En el 2007 Disney puso a la venta una serie de novelas bajo el título "Stories from East High" basadas íntegramente en la adaptación cinemátografica. En Brasil, las novelas fueron traducidas por Editora Abril.

### Videojuegos
Debido a la gran popularidad que obtuvo la saga, Disney Interactive y Electronics Arts desarrollaron una serie de videojuegos para el disfrute de los fanes del East High en diferentes plataformas.

#### Canto
- Octubre de 2007: High School Musical: Sing It! (Wii, DS, PS2)
- Octubre de 2008: Disney Sing It! (Wii, PC, PS3, XBOX 360, PS2)
- Noviembre de 2008: High School Musical 3 (Wii, PC, PS3, XBOX 360, PS2)
- High School Musical 3 - Sing Along (PC online)
- Octubre de 2009: Disney Sing It: Pop Hits (Wii, PS3, PS2)

#### Baile
- Octubre de 2008: High School Musical 3: Senior Year: Dance! (Wii, PC, PS2, XBOX 360)

#### Aventura
- Noviembre de 2007: High School Musical: Livin´ the Dream (GBA)
- Octubre de 2007: High School Musical: ¡Prepárate para el musical! (DS)
- Mayo de 2008: High School Musical 2: Work This Out! (DS)
- Octubre de 2008: High School Musical 3: Fin de curso (DS)

## Discografía
La banda sonora de la película fue la más vendida en Estados Unidos durante el año 2006.

### Banda sonora
- 2006: High School Musical

### Álbumes en vivo
- 2007: High School Musical: El concierto

### Álbumes Remixes
- 2007: High School Musical Hits Remixed
- 2007: High School Musical 2 Non-Stop Dance Party

## Adaptación al manga:
Una adaptación oficial al manga de High School Musical, especialmente High School Musical 3: Senior Year, fue escrita por Mari Asabuki. Se estrenó en Japón en 2008.
Desafortunadamente, este desconocido manga japonés de Disney no cuenta con licencia oficial en inglés en países occidentales, como Estados Unidos.

## Emisión internacional en otras cadenas
| País   | Canal                 | Estreno                  | Título              | Ref.   |
| ------ | --------------------- | ------------------------ | ------------------- | ------ |
| Chile  | Canal 13              | 17 de noviembre de 2006  | High School Musical |        |
| México | Azteca 7              | 3 de enero de 2006       | High School Musical |        |
| España | Disney Channel España | 30 de septiembre de 2006 | High School Musical | [ 22 ] |